# Chiến dịch Sao Hỏa
Chiến dịch Sao Hỏa (Oперация «Марс») là mật danh của Chiến dịch phản công chiến lược Rzhev-Sychyovka lần thứ hai do Hồng quân Liên Xô tổ chức nhằm vào quân đội phát xít Đức trong Chiến tranh Xô-Đức, kéo dài từ ngày 25 tháng 11 đến 20 tháng 12 năm 1942. Mục tiêu của chiến dịch nhằm thanh toán số quân Đức trong "chỗ lồi" Rzhev, một cánh cung ăn sâu vào gần khu vực ngoại vi phía Tây thủ đô Moskva. Đây là một trong những trận đánh đẫm máu diễn ra tại mặt trận Rzhev-Sychyovka-Vyazma (còn gọi là "cối xay thịt Rzhev" - Ржевская мясорубка - do thương vong cực kỳ lớn của cả hai bên) với mục tiêu trọng tâm không là gì khác ngoài chỗ lồi Rzhev. Chiến dịch Sao Hỏa được các lực lượng của Phương diện quân Tây và Phương diện quân Kalinin bố trí xung quanh chỗ lồi Rzhev - Vyazma thực thi. Trong suốt một thời gian dài phần lớn thông tin về chiến dịch Sao Hỏa không được công bố, chiến dịch này chỉ được nhắc đến qua loa trong các tài liệu lịch sử quân sự phổ thông của Liên Xô.

## Bối cảnh và tình huống mặt trận
Tháng 7 năm 1942, quân đội Đức Quốc xã triển khai Chiến dịch Blau, tổng tấn công quân đội Liên Xô ở cánh Nam mặt trận Xô-Đức. Quân đội Đức Quốc xã đánh chiếm phần phía Tây thành phố Voronezh và phát triển tấn công dọc theo sông Đông về phía Nam. Tập đoàn quân 6 (Đức) và Tập đoàn quân xe tăng 4 (Đức) bắt đầu các trận tấn công vào Phương diện quân Tây Nam (Liên Xô) đang phòng ngự ở của ngõ xa của Stalingrad. Tập đoàn quân xe tăng 1 đánh chiếm Rostov lần thứ hai và phối hợp với Tập đoàn quân 17 (Đức) tấn công vào khu Stavropol và thảo nguyên Kuban. Quân đội Liên Xô liên tiếp thua trận ở Voroshilovgrad, Milerovo, Kantemirovka, Novo Cherkash và vùng trung lưu sông Đông đã phải lùi dần về bên kia sông Đông và khúc cong lớn của sông Volga.
Sau khi tổ chức Chiến dịch phản công chiến lược Rzhev-Sychyovka (từ 30 tháng 7 đến 23 tháng 8 năm 1942) các Tập đoàn quân 5, 20, 29, 30 và 31 (Liên Xô) đã lấn sâu thêm từ 20 đến 60 km vào tuyến phòng ngự của Tập đoàn quân 9 (Đức) ở phía Đông con đường sắt chiến lược Rzhev - Sychyovka. Chọc thủng một phần phía Bắc "phòng tuyến Koenigsberg" của quân Đức, quân đội Liên Xô đã đánh chiếm bàn đạp quan trọng Zubtsov trên ngã ba sông Vazuza nối với thượng nguồn sông Volga và các thị trấn Fomonskoye (???) (cũng nằm bên bờ Tây sông Vazuza), Bukovtyno, Karamzino, Vyshenki, Karmanovo và áp sát Đông Bắc Sychyovka. Ngày 26 tháng 8, đại tướng G. K. Zhukov thôi giữ chức tư lệnh Phương diện quân Tây để nhận nhiệm vụ Phó Tổng tư lệnh tối cao và đến ngày 28 tháng 8, ông bay đến chiến trường Stalingrad để chỉ đạo tác chiến cùng với Tổng tham mưu trưởng A. M. Vasilevsky theo lệnh trực tiếp của I. V. Stalin. Thượng tướng I. S. Konev thay G. K. Zhukov chỉ huy Phương diện quân Tây. Thượng tướng M. A. Purkayev thay I. S. Konev chỉ huy Phương diện quân Kalinin.
Cuối tháng 6, Quân đoàn kỵ binh cận vệ 1 (Liên Xô) đột phá phía sau hậu tuyến của Tập đoàn quân 4 (Đức) và trở lại đội hình Phương diện quân Tây trên khu vực phòng thủ của Tập đoàn quân 10 ở phía Bắc Kirov. Phối hợp với cánh Bắc của Phương diện quân Tây, từ ngày 6 tháng 7 năm 1942, các tập đoàn quân 10, 16 và 61 từ chỗ lồi Sukhinichi đã mở các cuộc tấn công về hướng Bryansk qua Zhizdra và Bolkhov nhưng đều bị Tập đoàn quân xe tăng 2, Tập đoàn quân 2 (Đức) chặn đứng và đánh bật trở về tuyến xuất phát. Từ ngày 2 tháng 7, Tập đoàn quân 9 và Tập đoàn quân xe tăng 3 (Đức) đã mở Chiến dịch Seydlitz nhằm thanh toán Tập đoàn quân 39 và Quân đoàn kỵ binh 11 của Phương diện quân Kalinin. "Chỗ lồi" Rzhev - Vyazma do quân Đức đóng giữ vẫn chứa đựng những nguy cơ khôn lường cho Thủ đô Moskva.

## Binh lực và kế hoạch

### Quân đội Liên Xô

#### Binh lực
Vào tháng 11 năm 1942, tổng binh lực của các Phương diện quân Kalinin và Phương diện quân Tây cũng như Khu phòng thủ Moskva là 156 sư đoàn với 1,89 triệu quân, 3.375 xe tăng và pháo tự hành, 24.682 đại bác và súng cối, 1.170 máy bay. Tuy nhiên, tham gia chiến dịch lần này chỉ có 7 tập đoàn quân bộ binh: 20, 22, 29, 30, 31, 39 và 41 của cả hai phương diện quân. Trong giai đoạn đầu chiến dịch, tại các địa đoạn đột phá có tổng cộng 33,5 sư đoàn Liên Xô, đối diện với họ là 7-8 sư đoàn Đức. Hỗ trợ các đơn vị tấn công có 4 quân đoàn cơ động: các quân đoàn cơ giới hóa số 1, số 3, Quân đoàn xe tăng số 6 và Quân đoàn kỵ binh cận vệ số 2. Ở giai đoạn sau của chiến dịch, Quân đoàn xe tăng 5 (thuộc Tập đoàn quân 33) cũng tham chiến.
Theo kế hoạch ban đầu, các Tập đoàn quân số 5 và 33 không tham gia chiến dịch. Nhưng vào ngày 19 tháng 11, họ nhận được Chỉ lệnh số 00315 của Bộ chỉ huy Phương diện quân Tây về việc phải tiêu diệt cụm quân Đức ở Gzhatsk (Gagarin). Vào ngày 25 tháng 11, hai tập đoàn quân này nhận được thông tin về ngày khởi sự tấn công: 1 tháng 12 năm 1942. Việc tung Tập đoàn quân số 33 và số 5 vào trận để bảo đảm che chắn cho sườn trái của Tập đoàn quân 20, hỗ trợ cho nó đột phá thành công về Sychyovka. Các tập đoàn quân xung kích 3 và 4 trên cánh phải của Phương diện quân Kalinin tham gia vào một chiến dịch phối hợp với Phương diện quân Tây Bắc tại Velikiye Luki, không tham gia kế hoạch tấn công chung của hai Phương diện quân Tây và Kalinin.
Đội hình tấn công của Quân đội Liên Xô trong Chiến dịch Sao Hỏa gồm có:
- Phương diện quân Kalinin do thượng tướng M. A. Purkayev chỉ huy, sử dụng cánh trái gồm 4 tập đoàn quân tham gia chiến dịch:
  - Tập đoàn quân 22 của thiếu tướng V. A. Yushkyevich: 70.275 người, 272 xe tăng.
  - Tập đoàn quân 29 của thiếu tướng E. P. Zhuralyov: 54.073 người, 93 xe tăng.
  - Tập đoàn quân 39 (tái lập ngày 8 tháng 8 năm 1942) của thiếu tướng A. I. Zygin: 92.135 người, 227 xe tăng.
  - Tập đoàn quân 41 của thiếu tướng G. F. Tarasov: 116.743 người, khoảng 300 xe tăng.
- Phương diện quân Tây của Thượng tướng I. S. Konev, sử dụng 5/10 tập đoàn quân tham gia chiến dịch:
  - Tập đoàn quân 5 của thượng tướng Ya. T. Cherevichenko: 71.249 người, 73 xe tăng.
  - Tập đoàn quân 20 của trung tướng N. I. Kiryukhin: 95.602 người, 301 xe tăng.
  - Tập đoàn quân 30 của thiếu tướng V. Ya. Kolpakchi: 50.199 người, 63 xe tăng.
  - Tập đoàn quân 31 của thiếu tướng V. S. Polenov: 74.158, 90 xe tăng.
  - Tập đoàn quân 33 của trung tướng V. N. Gordov: 78.490 người, 196 xe tăng.
- Lực lượng dự bị từ STAVKA
  - Quân đoàn cơ giới 3 của thiếu tướng M. E. Katukov: 9.218 người. 103 xe tăng.

#### Kế hoạch
Sau ba chiến dịch tấn công vào chỗ lồi Rzhev-Vyazma thất bại. Lần này, STAVKA đề ra một mục tiêu khiêm tốn hơn: Chỉ bao vây và tiêu diệt quân Đức tại cánh Bắc của khu vực Rzhev-Vyazma. Ý định về "chiến dịch Sao Hỏa" bắt đầu manh nha từ cuối tháng 9 năm 1942 và được xem như là giai đoạn tiếp theo của Chiến dịch Rzhev lần thứ nhất (30 tháng 7 - 30 tháng 9 năm 1942) với mục tiêu là đánh tan Tập đoàn quân số 9 - chủ lực của Cụm Tập đoàn quân Trung tâm (Đức) - đóng tại khu vực Rzhev, Sychyovka, Olenino, Bely. Nhằm đạt được mục tiêu này, quân đội Liên Xô dự kiến sẽ tổ chức cùng một lúc nhiều mũi tấn công trên mặt trận, tại những nơi mà trong giai đoạn trước đó chưa diễn ra các trận đánh lớn. Khu vực giữa các sông Vazuza và Gzhat được giao cho Tập đoàn quân 20. Khu vực Molodoy Tud được giao cho Tập đoàn quân 39. Khu vực thung lũng sông Luchosa được giao cho Tập đoàn quân 22. Khu vực phía Nam Bely được giao cho Tập đoàn quân 41. Theo tin tức của trinh sát mặt trận Liên Xô thì trên chính diện tấn công của các tập đoàn quân 22, 39 và 41, mật độ tập trung binh lực của quân Đức là 1 sư đoàn bộ binh đóng trên 20 đến 40 cây số tiền duyên. Với mật độ đối phương thấp như vậy thì việc đột phá phòng tuyến được cho là sẽ dễ dàng hơn. Mũi đột phá của Tập đoàn quân 20 có khó khăn hơn. Tại khu vực Tây Bắc Sychyovka, quân Đức có 2 sư đoàn (trong đó có 1 sư đoàn xe tăng) đóng trên 15 cây số mặt trận. Nếu thành công, trong giai đoạn đầu tiên các tập đoàn quân trên sẽ hội quân với Tập đoàn quân số 5 và 33 (đóng quân đối diện với Tập đoàn quân xe tăng 3 của Đức) tại hướng Gzhatsk, Vyazma trong giai đoạn thứ hai.
Ngày 1 tháng 11 năm 1942, các tập đoàn quân 20, 30, 31 nhận được chỉ lệnh số 0289 của Bộ tư lệnh Phương diện quân Tây:
Tuyệt mật. Đặc biệt quan trọng.
Chỉ lệnh № 0289/OP của Bộ tư lệnh Phương diện quân, ngày 1 tháng 11 năm 1942, lúc 2 giờ 40 phút.
Gửi Tư lệnh các tập đoàn quân 20, 30, 31. Sao gửi Bộ Tổng tham mưu.
Lệnh tiêu diệt kẻ thù ở khu vực Rzhev-Sychyovka:
1. Các tập đoàn quân 30, 31 sử dụng các sư đoàn bộ binh 88, 239, 336, Sư đoàn bộ binh cận vệ 20, các lữ đoàn xe tăng 332 và 145, 7 trung đoàn pháo binh, 6 tiểu đoàn tên lửa M-30 trong lực lượng dự bị tiền phương, (Không được điều cả Sư đoàn M-30 số 4); từ khu vực Staroselovo, Kryukovo giáng một đòn theo hướng của Osuga, Artemovo Ligostaevo. Nhiệm vụ trước mắt: phá vỡ mặt trận của địch, các lực lượng chính đánh chiếm tuyến đường sắt trong khu vực KAZ, khoảng 4 km về phía bắc của Osuga, nhà ga Osuga và sông Osuga. Nhiệm vụ tiếp theo: Cụm đột kích chính tấn công sang phía Tây đường sắt theo hướng Rzhev, phối hợp với Tập đoàn quân 20 và 29 tiêu diệt lực lượng địch ở khu vực Rzhev.
2. Tập đoàn quân 20 sử dụng các sư đoàn bộ binh 247, 251, 331, 379, 415, các sư đoàn bộ binh cận vệ 26, 42, các lữ đoàn xe tăng 148 và 150, các lữ đoàn lựu pháo 11, 17, 25, 31, 93, 255, 240, 18, 80, Trung đoàn pháo nòng dài 18, 16 tiểu đoàn hỏa tiễn, trong đó có 10 tiểu đoàn chủ lực M-30; từ khu vực Vasilki - Pechora tấn công theo hướng Sychyovka. Nhiệm vụ trước mắt: đột phá qua phòng tuyến của địch, các lực lượng chính đánh chiếm Sychevka và tuyến đường sắt ở khu vực Osuga - Sychyovka. Các cánh quân khi mở rộng tấn công phải đảm bảo yểm hộ chặt chẽ bên sườn tại các khu vực Vazuza, Podsosonnaya, Sychevka, Marinka từ các phía tây và tây nam. Nhiệm vụ tiếp theo: Đánh chiếm Yakovka, Yuratino, Podsosonnaya bằng lực lượng chính của ít nhất 4 sư đoàn được tăng cường để tiến đến phía bắc và tây bắc qua Karpovo, Osuyskoe, Afonasovo; phối hợp với các tập đoàn quân 30 và 31 và các sư đoàn của Phương diện quân Kalinin tiêu diệt lực lượng địch ở khu vực Rzhev.
3. Phân giới giữa Tập đoàn quân 31 và 30 bắt đầu từ Kortnev qua Osuga, Kasatkino đến Kulnevo, Afanasyevo. Phân giới của Tập đoàn quân 20 như cũ.
4. Các tập đoàn quân sẵn sàng tấn công ngày 12 tháng 11.
5. Các quân đoàn xe tăng 6 và cận vệ 8, Quân đoàn kỵ binh cận vệ 2 trực thuộc Phương diện quân có nhiệm vụ tấn công từ bàn đạp quân sự trên phía Nam ngã ba sông Osuga theo tuyến Naschekino, Tatarinka, Pribytki, Oleksandrivka. Kỵ binh đột kích sâu vào Andreevka và kết nối với các sư đoàn của Phương diện quân Kalinin tấn công khu vực Belaya.
6. Các tư lệnh tập đoàn quân phải trình kế hoạch triển khai Chiến dịch "Sao Hỏa" trước ngày 5 tháng 11.
Konev - Bulganin - Sokolovsky
Mặc dù các Tập đoàn quân đã trình kế hoạch của mình và được I. S. Konev phê duyệt nhưng việc triển khai binh lực, phương tiện và tích lũy đạn được, nhiên liệu của các Tập đoàn quân vẫn diễn ra hết sức chậm chạp. Ngày 8 tháng 10, theo chỉ lệnh số 170018 cúa Đại bản doanh, các lữ đoàn xe tăng 25, 31 và Lữ đoàn cơ giới 18 được hợp nhất thành Quân đoàn cơ giới cận vệ 8. Quân đoàn này cần bổ sung thêm đạn được và nhiên liệu nhưng cơ quan hậu cần đảm bảo của nó vẫn chưa kịp hình thành, phải dựa vào cơ quan hậu cần của Tập đoàn quân 20 với số dự trữ không được "sung túc" cho lắm. Sư đoàn bộ binh 326 được tăng cường Lữ đoàn xe tăng 93 lấy từ Khu phòng thủ Moskva nhưng mãi đến ngày 11 tháng 11, nó mới được chở đến mặt trận. Tương tự như vậy, Lữ đoàn xe tăng 80 tăng cường cho Sư đoàn bộ binh 251 và Lữ đoàn xe tăng 240 tăng cường cho Sư đoàn bộ binh 247 đến ngày 12 tháng 11 mới có ba tiểu đoàn có mặt ở vị trí xuất phát tấn công. Trên tuyến tấn công của Phương diện quân Kalinin, Quân đoàn cơ giới 3 vẫn phải chờ đợi Trung đoàn xe tăng 39 đang trên đường vòng qua phía Bắc Rzhev đến đội hình hành quân.
Để triển khai Chỉ thị số 0289/OP của STAVKA, ngày 9 tháng 11 năm 1942, Phương diện quân Tây (Liên Xô) đã ra Mệnh lệnh số 0305, thành lập cụm cơ động chiến dịch gồm Quân đoàn xe tăng 6 (dự kiến biên chế 175 xe tăng), Quân đoàn kỵ binh cận vệ 2 và 1 lữ đoàn bộ binh mô tô hóa. Tuy nhiên, đến sát ngày khởi sự, mới chỉ có 101 xe tăng được tập kết. Trước những khó khăn về hậu cần của các Phương diện quân, ngày 15 tháng 11, STAVKA ra Chỉ thị số 170320 đồng ý lùi thời gian tấn công đến cuối tháng 11 năm 1942. Theo chủ trương phân tán lực lượng của Cụm tập đoàn quân Trung tâm (Đức), cánh phải của Phương diện quân Kalinin tổ chức một cuộc tấn công khác, với lực lượng của Tập đoàn quân xung kích số 3 tấn công vào Velikiye Luki và Nevel nhằm cắt đứt tuyến đường sắt Leningrad-Vitebsk tại khu vực Novosokolniki trong Chiến dịch Velikiye Luki.

### Quân đội Đức Quốc xã

#### Binh lực
Đối diện với hai phương diện quân của quân đội Liên Xô trên khu vực Rzhev - Sychyovka là Cụm Tập đoàn quân Trung tâm (Đức). Nếu tính cả năm sư đoàn đóng ở cánh cực phải đối phó với Phương diện quân Bryansk thì cụm quân này có binh lực tổng cộng 72 sư đoàn. Ngoài ra còn có các lực lượng bảo an, cảnh vệ và các đơn vị dự bị đang được huấn luyện ở hậu tuyến với tổng binh lực là 9 sư đoàn. Trong số đó có 10 sư đoàn xe tăng và 6 sư đoàn cơ giới, 600 xe tăng và 150-200 pháo tự hành đóng ở tuyến đầu. Tổng binh lực của Cụm Tập đoàn quân Trung tâm (bao gồm cả lực lượng dự bị) có 1.890.000 người, được trang bị 3.500 xe tăng[b].
Tập đoàn quân 9, lực lượng chủ yếu hứng chịu các đòn tấn công của quân đội Liên Xô do Đại tướng Walter Model chỉ huy, thành phần gồm có:
- Quân đoàn bộ binh 6 của Thượng tướng Bộ binh Hans Jordan đến ngày 20 tháng 11 gồm các sư đoàn bộ binh 197 205, 330; Sư đoàn đổ bộ đường không 7; Sư đoàn kỵ binh SS (phối thuộc từ Bộ tư lệnh SS) và Sư đoàn xe tăng 20 (phối thuộc từ OKH).
- Quân đoàn xe tăng 41 của Thượng tướng Thiết giáp Josef Harpe (được điều từ Tập đoàn quân xe tăng 2 đến vào tháng 8 năm 1942) gồm các sư đoàn bộ binh 86, 246; Sư đoàn bộ binh không vận 2; Sư đoàn xe tăng 19 và Sư đoàn cơ giới 10 (phối thuộc từ OKH) và 1 trung đoàn thuộc Sư đoàn bộ binh số 328.
- Quân đoàn bộ binh 23 của Thượng tướng Bộ binh Carl Hilpert, gồm các sư đoàn bộ binh 110, 253, 206. Trong quá trình tác chiến, Quân đoàn này được tăng viện Sư đoàn xe tăng 12, Sư đoàn cơ giới 14, Sư đoàn cơ giới "Großdeutschland" và 1 trung đoàn thuộc Sư đoàn bộ binh 86.
- Quân đoàn bộ binh 27 của Thượng tướng Bộ binh Walter Weiß, gồm các sư đoàn bộ binh số 86, 129, 162 và 251. Trong quá trình tác chiến, quân đoàn này được tăng cường lữ đoàn bộ binh nhẹ 900 từ lực lượng dự bị của Cụm tập đoàn quân Trung tâm.
- Quân đoàn xe tăng 39 của Trung tướng Robert Martinek (được chuyển binh chủng từ Quân đoàn bộ binh 39 ngày 9 tháng 7 năm 1942), gồm Sư đoàn xe tăng 5 và các sư đoàn bộ binh số 78, 102, 337. Từ ngày 30 tháng 11, quân đoàn này được phối thuộc các sư đoàn xe tăng 1 và 9 lấy từ lực lượng dự bị của Tổng hành dinh Mặt trận phía Đông và Bộ Tổng tư lệnh lục quân Đức.

#### Kế hoạch
Tư lệnh Cụm tập đoàn quân Trung tâm (Đức) cũng không thụ động ngồi chờ các mũi đột kích của các Phương diện quân Liên Xô. Từ tháng 7 năm 1942, cùng với đà thắng lợi của quân đội Đức Quốc xã tại cánh Nam mặt trận Xô-Đức và sau khi thanh toán xong chỗ lồi Kholm-Zhirkovsky, tướng Günther von Kluge đã lên một kế hoạch xóa bỏ nốt "chỗ lồi" Toropets - Ostashkov, bao vây và tiêu diệt toàn bộ Phương diện quân Kalinin tại "chỗ lồi" này, cải thiện thế đứng của Cụm tập đoàn quân Trung tâm, khôi phục lại tuyến mặt trận như trước tháng 12 năm 1942. Cuối 7 năm 1942, tướng Günther von Kluge đã xây dựng xong kế hoạch "Lồng chim bồ câu" (Taubenschlag) với dự định tổ chức bốn đòn đột kích hợp điểm. Cặp đòn đột kích thứ nhất từ khu vực Bely ở phía Đông và khu vực Velikiye Luki - Kholm ở phía Tây gặp nhau tại Toropets. Cặp đoàn đột kích từ hai từ khu vực Olenino - Rzhev ở phía Đông Nam và Staraya Russa ở phía Tây Bắc hợp điểm tại Ostashkov. Tuy nhiên, ngày 30 tháng 7, quân đội Liên Xô đã ra tay trước bằng Chiến dịch phản công chiến lược Rzhev-Sychyovka, buộc Cụm tập đoàn quân Trung tâm (Đức) phải hoãn lại việc thực hiện kế hoạch này. Đến tháng 11 năm 1942, tướng Günther von Kluge đề nghị thực hiện một kế hoạch mới mang tên "Chim di trú" (Zugvogel) cũng với những nét đại thể tương tự như kế hoạch "Lồng chim bồ câu" nhưng Tổng hành dinh mặt trận phía Đông của Quân đội Đức Quốc xã cho tướng Günther von Kluge biết quân Đức không có lực lượng dự bị đủ mạnh để thực hiện cuộc tấn công này. Ngày 19 tháng 11, Phương diện quân Kalinin tổ chức Chiến dịch Velikiye Luki. Thay vì triển khai lực lượng để bao vây Phương diện quân Kalinin, Quân đoàn bộ binh 59 và Quân đoàn xe tăng 39 (Đức) phải lo giải vây cho cụm quân Đức bị vây tại khu vực Velikiye Luki và kế hoạch này đã bị xếp lại vĩnh viễn.
Qua thông tin tình báo, người Đức biết được một phần kế hoạch "Sao Hỏa" sẽ diến ra trên phòng tuyến của Tập đoàn quân 9 (Đức). Những lực lượng xe tăng mạnh trước đây dự kiến sử dụng vào cuộc tấn công nay dược bố trí theo tư thế phòng ngự. Phòng tuyến từ Demidov qua Bely do Quân đoàn bộ binh 30 được tăng cường các sư đoàn xe tăng 1 và 12 trấn giữ. Trung tâm phòng ngự chính đặt tại Bely. Trận tuyến từ phía Bắc Bely đến phía Đông Nelidovo do Quân đoàn xe tăng 41 đóng giữ. Tuyến phòng ngự dày đặc nhất của Tập đoàn quân 9 (Đức) được bố trí từ Olenino qua phía Bắc Rzhev đến phía Tây Zubsov. Quân đoàn bộ binh 23 (Đức) được tăng cường Sư đoàn cơ giới "Đại Đức" phòng thủ khu vực Olenino. Quân đoàn bộ binh 27 (Đức) phòng thủ khu vực Rzhev - Tây Zubtsov. Quân đoàn xe tăng 39 phòng thủ từ Zubtsov đến Osuga. Các sư đoàn xe tăng 5 và 9 (Đức) đóng giữ hai bên con đường sắt Rzhev - Osuga. Quân đoàn xe tăng 46 (Đức) đóng giữ tuyến Osuga - Sychyovka. Sư đoàn xe tăng 2 và Sư đoàn cơ giới 14 (Đức) làm lực lượng phòng ngự cơ động đóng tại Sychyovka. Về phía Nam các lực lượng nói trên, tại tuyến phòng thủ Gzhatsk - Temkino có các sư đoàn cơ giới và bộ binh của Tập đoàn quân xe tăng 3 (Đức) đóng đối diện với các tập đoàn quân 5 và 33 (Liên Xô).
Trong khi chiến sự đang diễn ra ác liệt quanh khu vực Stalingrad, Cụm tập đoàn quân Trung tâm (Đức) chờ đợi trong suốt tháng 10 năm 1942 nhưng không thấy quân đội Liên Xô triển khai tấn công. Cuộc đổ bộ của 300 đến 400 quân dù Liên Xô xuống phía Tây Sychyovka và các hoạt động phá hoại trên các tuyến đường sắt của họ từ ngày 24 đến ngày 31 tháng 10 càng làm cho tướng Günther von Kluge tin rằng cuộc tấn công lớn nhất trong mùa đông 1942 của quân đội Liên Xô chắc chắn sẽ diễn ra ngay chính tại khu vực Cụm tập đoàn quân Trung tâm của ông ta.

## Diễn biến

### Đợt tấn công đầu tiên

#### Hướng Đông

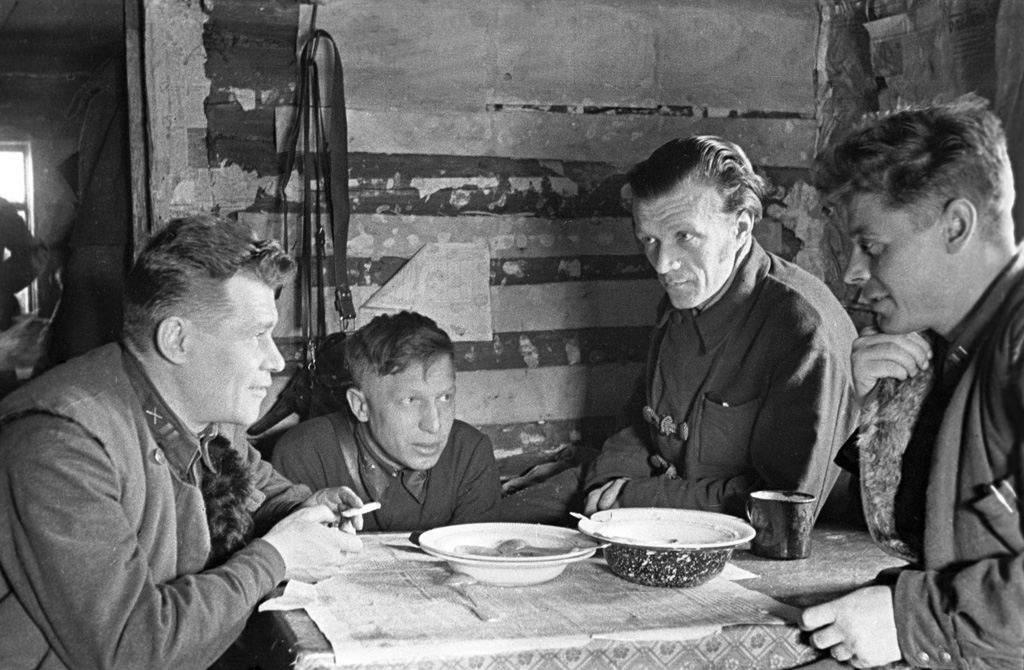
Các chỉ huy và cán bộ chính trị của Sư đoàn bộ binh cận vệ 1 (Liên Xô) trong những ngày đầu của Chiến dịch Sao Hỏa, 28 tháng 11 năm 1942.)

7 giờ 00 phút ngày 25 tháng 11, các Phương diện quân Kalinin và Tây đồng loạt pháo kích chuẩn bị trong hơn 20 phút vào các vị trí phòng thủ của quân Đức.
Tập đoàn quân 20 của Thiếu tướng N. I. Kiryukhin và Tập đoàn quân số 31 của Thiếu tướng V. S. Polenov tấn công mặt phía Đông của chỗ lồi Rzhev tại bàn đạp Zubtsov trên một chính diện mặt trận rộng 40 km giữa sông Vazuza và sông Osuga. Các sư đoàn bộ binh 326, 251 và Sư đoàn bộ binh cận vệ 42 là những đơn vị đầu tiên vượt qua mặt sông đóng băng. Mặc dù sông Vazuza chỉ rộng từ 70 đến 80 mét và sâu không quá 1,5 m nhưng do băng chưa đủ dày nên Quân đoàn xe tăng 6 phải dừng lại chờ đợi một ngày để công binh đến đắp đường ngầm qua sông. Ngày thứ hai của cuộc tấn công, các sư đoàn bộ binh 326, 251, 247 và Sư đoàn bộ binh cận vệ 42 đã tiến sát đến phòng tuyến cơ bản của quân Đức dọc theo đường sắt Rzhev - Sychyovka do Quân đoàn xe tăng 39 (Đức) của Trung tướng xe tăng Hans-Jurgen von Arnim đóng giữ. Mũi tấn công của Tập đoàn quân 31 (Liên Xô) trên cánh phải của Tập đoàn quân 20 do binh lực yếu đã bị đội hình dày dặc của các sư đoàn bộ binh 6, 72, và 256 (Đức) chặn đứng trên rìa phía Tây bàn đạp Zubtsov.
Để đẩy nhanh tốc độ tấn công, ngày 27 tháng 11, Tư lệnh Phương diện quân Tây I. S. Konev tung cụm kỵ binh - cơ giới do tướng V. V. Kryukov chỉ huy gồm Quân đoàn xe tăng 6, Quân đoàn kỵ binh cận vệ 2 và 1 lữ đoàn cơ giới tiến vào cửa đột phá của Tập đoàn quân 20. Một cụm cơ động thứ hai của đại Tá N. A. Kropotkin gồm các sư đoàn bộ binh 18, 25 và Lữ đoàn xe tăng 31 cũng được điều đến tăng cường cho mũi tấn công của Tập đoàn quân 31. Đêm 28 tháng 11, trong một nỗ lực tấn công của cụm kỵ binh - cơ giới, nửa đêm 28 tháng 12, Các sư đoàn kỵ binh cận vệ 3 và 20, mỗi sư đoàn chỉ có hai trung đoàn đã tập kích đánh chiếm các làng Bolshoi Kropotovo và Malyi Kropotovo. Tuy nhiên, thành công đó vẫn không được quân đội Liên Xô khai thác để phát triển tấn công. Sư đoàn kỵ binh 4 (Quân đoàn kỵ binh cận vệ 2) vẫn bị kẹt lại trên đầu cầu sông Vazuza và không theo kịp đội hình xe tăng của Quân đoàn xe tăng 6. 2 giờ sáng ngày 28 tháng 11, Lữ đoàn xe tăng 200 (Liên Xô) bị tổn thất nặng trước hỏa lực chống tăng Đức trên đoạn đường sắt Osuga - Sychyovka trong khi Lữ đoàn xe tăng 100 vẫn chưa vượt được sông Vazuza. Quân đội Liên Xô chỉ thu được một thành công nhỏ do tướng N. I. Kiryukhin đã dùng quyền chỉ đạo của tư lệnh Tập đoàn quân 20, đặt Lữ đoàn xe tăng 80 dưới quyền chỉ huy của Sư đoàn bộ binh 251. Ngày 28 tháng 11, Sư đoàn 251 đã vượt qua tuyến đường sắt Rzhev - Sychyovka tiến sang phía Tây.
Sự chậm trễ trong triển khai tấn công của Tập đoàn quân 20 (Liên Xô) đã tạo thêm thời gian cho quân Đức hồi phục. Ngày 29 tháng 11, Quân đoàn xe tăng 39 (Đức) bắt đầu phản công. Trong khi Sư đoàn xe tăng 9 (Đức) từ hướng Tesovo phản đột kích lên phía Bắc, đánh vào sau lưng cụm cơ động của tướng V. V. Kryukov thì Sư đoàn xe tăng 5 và Sư đoàn bộ binh 78 từ phía Nam phản công lên phối hợp với Sư đoàn 95 và 102 ở phía Bắc phản kích xuống đã đánh thông tuyến đường sắt Rzhev-Sychyovka cô lập một phần lớn cụm quân cơ động của tướng V. V. Kryukov ở phía Tây đường sắt. Cùng ngày, Sư đoàn bộ binh 129 (Đức) đánh bật Sư đoàn kỵ binh 20 (Liên Xô) khỏi làng Malyi Kropotovo cắt đứt tuyến đường tiếp tế cho Quân đoàn xe tăng 6. Tướng V. V. Kryukov thay đổi chuyến thuật, huy động các lữ đoàn xe tăng tấn công lấy lại làng Malyi Kropotovo để mở lại liên lạc với Tập đoàn quân 20. Tuy chiếm được ngôi làng này nhưng các lữ đoàn xe tăng cũng tổn thất nặng, 50% quân số thương vong, 18 xe tăng bị bắn cháy. Những chiếc còn lại cạn kiệt nhiên liệu đã được sử dụng như những lô cốt cố định.
Ngày 30 tháng 11, Sư đoàn xe tăng 5 (Đức) đánh bật Sư đoàn bộ binh 6 (Liên Xô) khỏi làng Bolshoi Kropotovo, ngày 1 tháng 12, đến lượt Quân đoàn xe tăng 6 và Sư đoàn bộ binh 20 phải rút khỏi làng Malyi Kropotovo. Lữ đoàn cơ giới 32 được đưa đến để giành lại ngôi làng này nhưng không thành công. Sư đoàn xe tăng 9 và Sư đoàn bộ binh 337 (Đức) gia tăng sức ép lên cánh trái của Tập đoàn quân 20. Các sư đoàn kỵ binh 103, 124 (Liên Xô) đã bị chia cắt trong một cố gắng đột kích về phía Tây dọc theo sông Osuga và phải rút vào rừng, hoạt động du kích đến tháng 3 năm 1943. Đêm 30 tháng 11 rạng ngày 1 tháng 12, Quân đoàn xe tăng 6 mở cuộc đột kích phá vây về hướng Karamzino (Đông Bắc Sychyovka). Ngày 2 tháng 12, Quân đoàn về đến khu vực đầu cầu trên sông Gzhat nhưng đã bị tổn thất nặng nề. Trong số 165 xe tăng tham chiến lúc đầu chỉ còn lại 2 chiếc KV, 9 chiếc T-34, 9 chiếc T-60, 6 chiếc T-70. Số xe tăng này được bàn giao lại cho Sư đoàn cơ giới cận vệ 1 mới được điều từ Khu phòng thủ Moskva đến chiến trường. Trong các ngày 1 và 2 tháng 12, các sư đoàn bộ binh của Tập đoàn quân 20 cố gắng xóa bỏ các cụm phòng thủ của quân Đức tại Kholm, Berezuy, Gredyakino và Khlepen nhưng không thành công. Ngày 3 tháng 12, STAVKA ra lệnh cách chức trung tướng N. I. Kiryukhin. Trung tướng Khozin, tư lệnh Tập đoàn quân 33 được điều đến chỉ huy Tập đoàn quân 20.

#### Hướng Tây và hướng Bắc

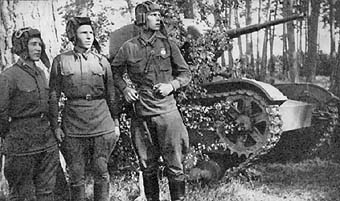
Một kíp xe tăng T-26 (Liên Xô) trước giờ tấn công

Để tạo ra một "cái bẫy" đối với Tập đoàn quân 9 (Đức), Phương diện quân Kalinin sử dụng 4 tập đoàn quân của họ với các mục đích khác nhau. Tập đoàn quân 39 tấn công vào phía Tây Bắc và Đông Bắc Rzhev, nơi có 2 quân đoàn bộ binh mạnh của Tập đoàn quân 9 (Đức) bố trí dọc theo phía Bắc con đường sắt Olenino - Rzhev để giam chân các lực lượng này tại đây. Tập đoàn quân 22 phối hợp với Tập đoàn quân 30 (Phương diện quân Tây) giáng một đòn công kích hợp điểm vào Olenino, chia cắt và bao vây Quân đoàn bộ binh 23 (Đức). Tập đoàn quân 41, tập đoàn quân mạnh nhất của quân đội Liên Xô trong kế hoạch Sao Hỏa mở cuộc tấn công sang phía Đông, đón gặp Tập đoàn quân 20 tại Sychyovka, cô lập nốt Quân đoàn bộ binh 27 và các quân đoàn xe tăng 39, 41 (Đức) tại khu vực Rzhev - Sychyovka. Tập đoàn quân 29 phối hợp với tập đoàn quân 43 phòng ngừa hướng Nam, che chở cho cánh phải của Tập đoàn quân 41, sẵn sàng đánh lùi các đòn đột kích của quân Đức từ Smolensk lên phía Bắc.
9 giờ 15 phút ngày 25 tháng 11, pháo binh Tập đoàn quân 39 của thiếu tướng A. I. Zygin bắt đầu khai hỏa, muộn hơn hướng Tây 2 giờ. Đợt pháo kích kéo dài gần một giờ nhưng với mật độ thấp, chỉ có 50 khẩu trên một km chính diện. 10 giờ, các lữ đoàn xe tăng 28 và 81 cùng các sư đoàn bộ binh 158 và 187 bắt đầu vượt sông Molodoy Tud tấn công Quân đoàn bộ binh 23 (Đức) do tướng Karl Gilpert chỉ huy. Trong ngày đầu tiên, Tập đoàn quân 39 đã tiến được 5 km, đánh chiếm Tudovka và bao vây Sư đoàn bộ binh 206 (Đức). Tướng Karl Gilpert vội giải vây cho Sư đoàn 206, ông ta triển khai các sư đoàn cơ giới 14 và "Đại Đức" hai bên sườn cánh quân chủ lực của Tập đoàn quân 39 và lệnh cho Sư đoàn bộ binh 206 phải đứng vững. Ngày 26 tháng 12, Sư đoàn cơ giới 14 Đức chọc được một lỗ thủng trên phòng tuyến của Trung đoàn bộ binh 881 (Liên Xô) ở phía Bắc Urdom, giải cứu cho Sư đoàn 206. Ngày 28 tháng 11, Quân đoàn bộ binh 23 (Đức) lùi về giữ tuyến phòng ngự cơ bản tại Zaytsevo - Urdom - Bryukhanovo, chặn đứng cuộc tiến công của Tập đoàn quân 39 (Liên Xô).
Trên tuyến phòng thủ đối diện với Tập đoàn quân 22 (Liên Xô) do trung tướng V. A. Yushkyevich chỉ huy trên thung lũng sông Luchosa, tướng Karl Gilpert bố trí tại đây các sư đoàn bộ binh 86, 110 và Sư đoàn xe tăng 12 (Đức). 7 giờ 30 phút ngày 25 tháng 11, pháo binh của Tập đoàn quân 22 (Liên Xô) pháo kích. Nửa giờ sau, các sư đoàn bộ binh 185 và 238 có Quân đoàn cơ giới 3 của thiếu tướng M. Ye. Katukov mở đường bắt đầu tấn công sang phía Tây. Ngay trong ngày tấn công đầu tiên, tuyến phòng thủ của Sư đoàn bộ binh 86 (Đức) bị phá vỡ rộng 4 km sâu 8 km ở phía Bắc Nesterovo. Ngày 26 tháng 11, Quân đoàn cơ giới 3 (Liên Xô) đánh chiến Belogo (???) cách tuyến xuất phát 12 km về phía Đông. Tuyết rơi dày đặc đã cản trở cả hai bên cơ động xe tăng thiết giáp. Ngày 27 tháng 11, được tăng cường thêm Lữ đoàn xe tăng 49 bên cánh phải, Quân đoàn cơ giới 3 (Liên Xô) bắt đầu tăng tốc độ tấn công về Goncharovka. Ngày 28 tháng 10, Lữ đoàn xe tăng 49 và Lữ đoàn cơ giới 10 (Liên X00 đã phá vỡ tuyến phòng thủ của Sư đoàn bộ binh 110 (Đức) và phát triển sang phía Đông con đường ô tô từ Olenino đi Bely.
Nhận thấy sự nguy hiểm của đòn tấn công này, tướng Karl Gilpert cho rút Sư đoàn bộ binh 258 khỏi khu vực Sely về giữ Moskovka. Sư đoàn xe tăng 12 được điều từ Olenino xuống chặn kích. Nhân cơ hội đó, Sư đoàn bộ binh 362 (Liên Xô) đánh chiếm Sely và tiến được 12 km về phía Olenino. Trong các ngày 29, 30 tháng 11, đã xảy ra các trận tao ngộ chiến trên thung lũng sông Luchosa. Cả hai bên đều thiệt hại nặng về xe tăng. Sư đoàn xe tăng 12 (Đức) và Trung đoàn 3 của Sư đoàn cơ giới Đại đức mất hơn 80 xe. Quân đoàn cơ giới 3 (Liên Xô) mất 140 xe. Ngày 1 tháng 12, tướng V. A. Yushkyevich tung lực lượng dự bị gồm Trung đoàn xe tăng 39 (30 xe tăng) và Lữ đoàn bộ binh 114 của đại tá A. F. Burda vào trận. Mưa tuyết và bão tuyết đã gây khó khăn cho quân đội Liên Xô khi sử dụng pháo binh nhưng cũng tước đi thế mạnh của quân đội Đức khi đó là không quân. Trước thiệt hại nặng của Quân đoàn cơ giới 3 (Liên Xô), tướng V. A. Yushkyevich ra lệnh tạm dừng tấn công và điều thêm Sư đoàn bộ binh 155 từ lực lượng dự bị vào giữ cửa đột phá, chuẩn bị cho đợt tấn công thứ hai.
Tập đoàn quân 41 do thiếu tướng G. F. Tarasov chỉ huy là tập đoàn quân mạnh nhất của Phương diện quân Kalinin. Nó xứng tầm với nhiệm vụ lớn nhất được giao: chọc thủng phòng tuyến của quân Dức ở xung quanh Bely, đánh chiếm thành phố này và tấn công về Sychyovka. Tướng G. F. Tarasov cũng thành lập hai cụm cơ động chiến dịch. Cụm thứ nhất gồm Quân đoàn cơ giới 1 của thiếu tướng M. D. Solomatin (224 xe tăng) và Quân đoàn bộ binh 6 của thiếu tướng S. I. Povetkin. Cụm thứ hai gồm Sư đoàn bộ binh 150, các lữ đoàn bộ binh 74, 75, 78, 91 và các lữ đoàn xe tăng 47, 48 (77 xe tăng). 6 giờ 30 sáng 25 tháng 11, pháo binh của Tập đoàn quân 41 khai hỏa. Sau những loạt Katyusha cuối cùng, Quân đoàn bộ binh 6 bắt đầu đột phá mở cửa. 11 giờ 30, tuyến phòng thủ của Sư đoàn bộ binh không vận 2 và Sư đoàn bộ binh 246 (Đức) bị tràn ngập. 15 giờ cùng ngày, Quân đoàn cơ giới 1 (Liên Xô) bắt đầu mở rộng cửa đột phá. Cùng ngày, Cụm cơ động thứ hai của Tập đoàn quân 41 đã tấn công vào phía Bắc Bely. Ngày 26 tháng 11, Bely đã bị quân đội Liên Xô nửa hợp vây. Ngày 27 tháng 11, Quân đoàn cơ giới 1 tiếp tục đột kích sâu lên hướng Bosino (???). Ngày 28 tháng 11, các Lữ đoàn xe tăng 47, 48 (Liên Xô) cũng đột phá về phía Đông, hướng đến Matrosnino (???).
Bộ tư lệnh Tập đoàn quân 9 (Đức) đánh giá tình hình là rất nghiêm trọng. Tướng Walter Model yêu cầu thống chế Günther von Kluge chuyển giao cho tướng Josef Harpe các sư đoàn xe tăng 9 và 20 để khôi phục tình hình. Sư đoàn xe tăng 12 cũng được rút khỏi hướng Goncharovo để tăng viện cho hướng Bely. Ngày 27 tháng 12, Sư đoàn xe tăng 12 (Đức) đến Bely, phối hợp với Sư đoàn xe tăng 1 của tướng Walter Krueger hình thành tuyến phòng thủ phía Đông thành phố. Trong các ngày 28 và 29 tháng 12, Quân đoàn cơ giới 1 liên tục đột phá vào Bely nhưng đều bị các xe tăng và bộ binh Đức chặn lại. Ngày 30 tháng 11, Lữ đoàn cơ giới 47 (Liên Xô) được điều đến khu vực phía Bắc Bely nhưng không vượt qua được hàng rào phòng thủ của Trung đoàn xe tăng 133 và Sư đoàn bộ binh 352 (Đức). Cùng ngày, Sư đoàn bộ binh 150 và Lữ đoàn cơ giới 19 (Liên Xô) liên tục đột phá vào phía Nam và Đông Nam Bely nhưng không thể phá vỡ tuyến phòng thủ của 4 trung đoàn bộ binh cơ giới Đức.

### Đợt tấn công thứ hai
Ngày 4 tháng 12 năm 1942, trên cánh Đông không đánh dấu một cuộc tấn công lớn nào của Phương diện quân Tây nhưng các trận đánh có tính cục bộ vẫn tiếp diễn. Những thông tin từ hai bên ghi nhận, Quân đội Liên Xô đã đánh chiếm điểm cao 198 và bắt giữ một số tù binh Đức Quốc xã. Tập đoàn quân không quân 3 (Liên Xô) tiếp tục các trận đánh phá các nhà ga đầu mối và các tuyến đường sắt chiến lược. Ngày 5 tháng 12, tiếp tục các trận đánh giằng co đẫm máu của hai bên tại làng Krivoshchekov, điểm cao 205,0, và các làng Bolshoi Kropotovo, Malyi Kropotovo. Ngày 5 tháng 12, những báo cáo thiệt hại nặng nề từ các tập đoàn quân đã gây nên mối lo ngại cho các Bộ tư lệnh các phương quân Tây và Kalinin (Liên Xô). Các lữ đoàn xe tăng 11, 25, 31, 32, 80 và 93 hầu như không còn xe tăng có thể sẵn sàng tác chiến. Ngày 30 tháng 1, Lữ đoàn xe tăng 31 đã mất nốt những chiếc xe tăng cuối cùng của họ trong một nỗ lực phòng ngự tại huyện Nikonovo.
12 giờ 00 ngày 7 tháng 12, trung tướng M. S. Khozin, tư lệnh Tập đoàn quân 20 đưa những đơn vị mới được tăng cường từ lực lượng dự bị của STAVKA vào tác chiến. Quân đoàn xe tăng 5 của thiếu tướng K. A. Semenchenko (141 xe tăng) phối hợp với các sư đoàn bộ binh 243 và cận vệ 30 được điều đến làng Aristonovo để bảo vệ chiến quả mà Lữ đoàn xe tăng 31 đã giành được. Ngày 8 tháng 12 năm 1942, Đại bản doanh Bộ Tổng tư lện tối cao quan đọi Liên Xô ra Chỉ thị số 170700 đối với hai Phương diện quân Tây và Kalinin như sau:
| “         | Cần lưu ý rằng việc cơ cấu lại hai Phương diện quân Kalinin và Tây là để trong tương lai, đánh bại cụm quân địch ở Gzhatsk-Vyazma-Kholm-Zhirkovsk và đến cuối tháng 3 năm 1943 phải tiến ra tuyến phòng thủ cũ của ta[a]. Sau khi làm chủ được Vyazma và tiếp cận tuyến phòng thủ của ta trong năm trước tại phía Tây, chiến dịch Rzhev - Vyazma coi như hoàn tất và toàn quân bước vào giai đoạn nghỉ đông. | ” |
| — STAVKA, | |   |

Đây là một nhiệm vụ không mới nhưng tính khả thi của nó đối với cả hai phương diện quân của quân đội Liên Xô trên khu vực phía Đông và phía Tây "chỗ lồi" Rzhev - Vyazma lại hết sức thấp. Cơ sở của chỉ thị này là sự "hồi sức" của Quân đoàn xe tăng 6. Đại tá I. I. Yuschuk thay tướng V. V. Kryukov chỉ huy Quân đoàn xe tăng 6 đã được củng cố gồm 46 xe tăng (3 T-34, 5 T-70 và 8 T-60). Cùng với nó là Quân đoàn xe tăng 5 dự định được triển khai để tiếp tục tấn công về Sychyovka. Từ ngày 8 đến ngày 9 tháng tháng 12, ba tập đoàn quân của Phương diện quân Tây (Liên Xô) gia tăng sức đột phá nhưng chỉ thu được những kết quả hết sức hạn chế. Quân đội Đức Quốc xã vẫn kiểm soát được con đường sắt chiến lược Rzhev - Vyazma. Ngày 9 tháng 12, Tập đoàn quân 20 (Liên Xô) tiếp tục các đợt công kích vô vọng vào Sychyovka với con số thương vong lên đến 7.000-8.000 người trong ngày hôm đó những vẫn không thể đánh chiếm được mục tiêu.
Tại cánh Bắc của chiến dịch, ngày 7 tháng 12 năm 1942, Tập đoàn quân 39 (Phương diện quân Kalinin) và Tập đoàn quân 30 (Phương diện quân Tây) giáng một đòn hợp vây vào Chertolino nhằm cắt đứt đường sắt Olenino - Rzhev. Tuyến giao thông huyết mạnh giữa Olenino và Rzhev của quân Đức bị cắt đứt trong ba ngày. Tuy nhiên, quân đội Liên Xô đã không còn lực lượng dự bị đủ mạnh để phát huy chiến quả. Ngày 9 tháng 12, Sư đoàn cơ giới 14 (Đức), được mệnh danh là "lính cứu hỏa" trên mặt trận Rzhev - Vyazma đã tấn công đánh chiếm lại nhà ga Monchalovo từ tay Sư đoàn bộ binh 348 của Tập đoàn quân 39 (Liên Xô). Từ vị trí bàn đạp này, Sư đoàn xe tăng 14 (Đức) tấn công sang phía Tây chiếm lại nhà ga Chertolino, đẩy lùi Tập đoàn quân 39 (Liên Xô) về vị trí xuất phát bên bờ bắc sông Poltino. Do thiệt hại nặng trong các trận đánh phòng ngự, Quân đoàn bộ binh 23 (Đức) không đủ sức lấy lại khu vực Urdom - Poltyno đã bị quân đội Liên Xô đánh chiếm.
Trên cánh Tây của chiến dịch, tình hình còn diễn biến phức tạp hơn. Tập đoàn quân 41 tiếp tục cuộc chiến trên phòng tuyến của quân Đức quanh thành phố Bely. 13 giờ 30 ngày 30 tháng 11 năm 1942, tướng Walter Model điện cho tướng Josef Harpe: Phải giữ được Bely bằng mọi giá. Ngày 4 tháng 12, chuỗi tấn công của 5 lữ đoàn xe tăng và 2 lữ đoàn cơ giới cùng 4 sư đoàn bộ binh Liên Xô được lặp lại trên các hướng Tây, Nam, Đông Nam và Đông Bely. Ngày 5 tháng 12, các lữ đoàn xe tăng 47 và 219 đã đột nhập vào ngoại ô phía Đông Bely. Tuy nhiên, ngày 6 tháng 12, Quân Đức đã chuyển sang phản công với lực lượng của Quân đoàn xe tăng 41 và Quân đoàn bộ binh 30 mới được điều từ Cụm tập đoàn quân Bắc (Đức) đến khu vực phía Bắc Smolensk. Thay thế Quân đoàn này trên khu vực Velikiye Luki là Cụm tác chiến "Shevaleri" (Đức) gồm các sư đoàn bộ binh 83, 295, 330 Sư đoàn khinh binh 403 và Sư đoàn cơ giới 3 mới được điều từ Pháp và Đan Mạch sang.
Ngày 7 tháng 12, Quân đoàn bộ binh 30 và Quân đoàn xe tăng 41 (Đức) bắt đầu cuộc phản công vào hai bên sườn các cụm quân xung kích của Tập đoàn quân 41 (Liên Xô). Ngày 8 tháng 12, quân Đức đánh bật các sư đoàn Liên Xô đã đột nhập vào ngoại ô phía Đông và phía Nam Belyi, nối được liên lạc với các sư đoàn xe tăng 1, 12 và các sư đoàn bộ binh 110, 206 và Lữ đoàn kỵ binh SS "Fegelein" (Đức) đang phòng thủ khu vực Bely. Ngày 9 tháng 12, hai mũi đột kích của Sư đoàn xe tăng 20 và Sư đoàn xe tăng 9 (Đức) gặp nhau ở khu vực Klemyatino (phía Nam Bely 15 km). Tập đoàn quân 41 (Liên Xô) bị bao vây tại phía Đông Nam Bely. Ngày 10 tháng 12, khi vừa từ cánh Nam mặt trận Xô-Đức trở lại Moskva theo lệnh trực tiếp từ I. V. Stalin để giải quyết tình hình mặt trận hướng Tây. G. K. Zhukov đã ra lệnh cách chức ngay lập tức thiếu tướng G. F. Tarasov và cử thiếu tướng I. M. Mangarov chỉ huy Tập đoàn quân 41 với nhiệm vụ đưa tập đoàn quân này thoát khỏi vòng vây của quân Đức ở phía Đông Nam Bely.
Như một điều không thể khác, đợt tấn công thứ hai của Phương diện quân Tây và Phương diện quân Kalinin đã diễn ra theo sự đánh giá tình hình sai lầm của cá nhân I. V. Stalin cũng như hai vị tư lệnh hai phương diện quân là I. S. Konev và M. A. Purkayev. Vấn đề "đưa ra đáp số cuối cùng cho nhà vua" được đặt lên vai G. K. Zhukov.

### Đợt tấn công thứ ba
Tuy gọi là đợt tấn công thứ ba nhưng thực chất, đó không còn là các đợt tấn công với các mục tiêu chủ yếu của chiến dịch nữa mà trở thành những nỗ lực giải cứu các sư đoàn bị bao vây của quân đội Liên Xô. Cả hai đơn vị xe tăng chủ lực của hai phương diện quân Tây và Kalinin đều bị cô lập ở phía sau phòng tuyến của Tập đoàn quân 9 (Đức). Lữ đoàn xe tăng 100 của Quân đoàn xe tăng 6 với 42 xe tăng bị cắt đứt đường tiếp tế ở phía Tây Osuga. Không còn đường quay lại, Sư đoàn kỵ binh 20 (Quân đoàn kỵ binh cận vệ 2) phải tiếp tục đột kích sang phía Tây. Khi đến Zalazenki, Sư đoàn trưởng sư đoàn kỵ binh 20 nắm được thông tin về việc Quân đoàn cơ giới 1 (Liên Xô) bị bao vây ở phía Đông Nam Bely đã đổi hướng đi, vòng lên phía Tây Bắc, vượt sông Obsha đến vị trí đóng quân của Quân đoàn cơ giới 3.

#### Hướng Đông
Ngày 11 tháng 12, được tăng cường Quân đoàn xe tăng 5 của tướng K. A. Semenchenko với 160 xe tăng các loại (bao gồm cả các xe tăng còn lại của các lữ đoàn xe tăng 11, 25, 31, 32, 80 và 93), Tập đoàn quân 20 (Liên Xô) tiếp tục mở các cuộc đột kích vào Kropotovo, Zherebtsovo và Yurovka, phối hợp với Lữ đoàn xe tăng 100, Quân đoàn xe tăng 6 từ trong đánh ra. 50 phút pháo binh Liên Xô bắn chuẩn bị nhưng với mật độ thưa thớt chỉ khoảng 45 nòng súng/km chính diện đã không thể chế áp các hỏa điểm của quân Đức. Cuộc tấn công của Lữ đoàn xe tăng 22, Quân đoàn xe tăng 6, Sư đoàn bộ binh 30 và Sư đoàn kỵ binh cơ giới 9 chỉ phát triển được đến lớp phòng thủ thứ hai của Quân đoàn xe tăng 39 (Đức) đã bị chặn đúng và bị đẩy lùi. Đến ngày 12 tháng 12, Quân đoàn xe tăng 5 đã mất 17 xe tăng KV, 20 xe T-34 và 11 xe T-70. Ngày 13 tháng 12, Sư đoàn bộ binh 243 và Lữ đoàn xe tăng 18 (Quân đoàn xe tăng 5) chiếm lại Zherebtsovo, đẩy lùi các cuộc phản kích của Sư đoàn bộ binh 102 và Sư đoàn xe tăng 5 (Đức). Lữ đoàn xe tăng 100 (Liên Xô) thoát vây nhưng Tập đoàn quân 20 đã không còn lực lượng dự bị để tiếp tục tấn công.
Ngày 14 tháng 12, trung tướng S. M. Khozin tập hợp tất cả các xe tăng còn lại của các quân đoàn xe tăng 5 và 6 chia làm hai mũi yểm hộ cho các sư đoàn bộ binh 243, 247 và 379 tấn công Podosinovka. Cuộc tấn công hầu như dẫm chân tại chỗ trước hỏa lực chống tăng đày dặc của các sư đoàn bộ binh 95 và 102 (Đức). Ngày 16 tháng 12, các lữ đoàn xe tăng Liên Xô tiếp tục thiệt hại nặng. Lữ đoàn 22 chỉ còn lại 6 xe tăng T-34 và 2 xe T-60, Lữ đoàn xe tăng 41 còn lại 24 xe tăng các loại. Ngày 18 tháng 12, Bộ tư lệnh Tập đoàn quân 20 (Liên Xô) ra mệnh lệnh số 079 chấm dứt các cuộc tấn công, đặt toàn bộ tập đoàn quân và thế phòng ngự. Tướng I. S. Konev buộc phải chấp nhận biện pháp do Tập đoàn quân 20 (Liên Xô) đề xuất. Các tài liệu lưu trữ của Phương diện quân Tây cho biết, sau 25 ngày chiến đấu, Tập đoàn quân 20 bị tổn thất đến 15.753 người chết, 43.874 người bị thương. Phương diện quân Tây không đạt được một mục tiêu nào trong các mục tiêu cơ bản của chiến dịch.

#### Hướng Tây và hướng Bắc
Trong khi Tập đoàn quân 20, Quân đoàn xe tăng 6 và Quân đoàn kỵ binh cận vệ 2 (Phương diện quân Tây) đã bị đánh bại tại phía Bắc Sychyovka thì Tập đoàn quân số 41 cũng bị tấn công ở Đông Nam Bely. Ngày 8 tháng 12, chủ lực của tập đoàn quân này gồm Quân đoàn cơ giới 1 và Quân đoàn bộ binh 6 bị bao vây tại Tsytsyno, Dubrovka, Klemyatino, đông nam Shiparevo. Ngày 11 tháng 12 năm 1942, Đại tướng G. K. Zhukov quyết định nối lại các cuộc công kích nhưng không còn nhằm bao vây mỏm phía Bắc của Tập đoàn quân 9 (Đức) mà là để cứu nguy cho Tập đoàn quân 41 ở hướng Tây và cải thiện thế đứng cho Tập đoàn quân 20 ở hướng Đông.
Ngày 14 tháng 12, tướng M. D. Solomatin (chỉ huy Quân đoàn cơ giới 1) nhận được chỉ thị cho phép phá vây. Từ ngày 15 đến ngày 16 tháng 12, cụm quân của tướng M. D. Solomatin đã đột phá về phía Tây và cuối ngày 16 tháng 12 đã phá vây thành công, về đến khu vực đóng quân của Tập đoàn quân 22. Tuy nhiên, họ đã phải bỏ lại gần hết vũ khí và trang bị nặng. Các tập đoàn quân 22 và 39 không thể vượt qua được khu vực phòng ngự có chiều sâu của các quân đoàn bộ binh 23 và 27 (Đức). Sau khi bị phản kích, các tập đoàn quân này cũng phải dừng lại. Trên cánh Bắc, các mũi tấn công của các tập đoàn quân 39 của tướng A. I. Zygin và 30 của tướng V. Ya. Kolpakchi cũng bị sa lầy ở phía Bắc Rzhev. Tập đoàn quân số 22 của V. A. Yushkyevich (không lâu sau đó ông bị thay thế bởi thiếu tướng M. D. Seleznyov) cũng không thể đột phá sâu hơn những gì mà họ đã chiếm được cuối tháng 11 năm 1942.
Ngày 20 tháng 11, G. K. Zhukov ra lệnh ngưng các cuộc tấn công, chính thức chấm dứt chiến dịch Sao Hỏa. Các trận đánh nhỏ lẻ sau đó bao gồm cuộc công kích của Quân đoàn bộ binh 23 và quân đoàn xe tăng 41 (Đức) trong các ngày 23, 30 và 31 tháng 12 nhằm đánh bật Tập đoàn quân số 22 khỏi khu vực thung lũng sông Luchosa nhưng Tập đoàn quân 22 có Quân đoàn cơ giới 3 tăng cường vẫn trụ vững tại đây. Ngày 1 tháng 1 năm 1943, Walter Model cũng yêu cầu các quân đoàn của Tập đoàn quân 9 (Đức) chuyển sang phòng ngự. Kết thúc chiến dịch, các mũi tấn công của quân đội Liên Xô đã lấn vào các khu vực đột phá nhưng không tiến sâu được. Tình trạng này kéo dài mãi đến cuối tháng 2 năm 1943.

## Kết quả

### Thương vong
Theo các thống kê của quân đội Liên Xô, tổn thất của phía Liên Xô trong trận này là 70.373 người chết và mất tích, 145.301 người bị thương và bị ốm (tổng cộng 215.764 người với 8.295 thương vong trong 1 ngày - Tỷ lệ thương vong trung bình ngày còn cao hơn tại mặt trận Stalingrad). Tổn thất của Tập đoàn quân số 9 của Đức trong giai đoạn tháng 10 - tháng 12 năm 1942 là 53.500 người, trong đó 80% (40.000-45.000 người) là thuộc về chiến dịch Sao Hỏa. Theo A. V. Isayev, tổng thương vong của quân Tập đoàn quân số 9 trong giai đoạn tháng 8-9 và tháng 11-12 năm 1942 là hơn 100.000 người.

### Đánh giá
Rõ ràng, cuộc tấn công của Phương diện quân Tây và Kalinin đã thất bại. So với tổn thất của quân đội Liên Xô, những phần lãnh thổ họ giải phóng được rất là khiêm tốn (đột phá được khu vực thung lũng sông Luchosa và ở phía Tây Bắc Rzhev). Tuy nhiên, xét một khía cạnh khác, chiến dịch Sao Hỏa đã gây ra những thiệt hại rất nặng nề cho Tập đoàn quân số 9. Nó cũng ngốn hết toàn bộ lực lượng dự bị của Cụm Tập đoàn quân Trung tâm, khiến cho nó không thể điều quân đến chi viện cho Tập đoàn quân số 6 đang bị vây ở Stalingrad. Thượng tướng Kurt von Tippelskirch của quân đội Đức Quốc xã đã phải thừa nhận:
| “                        | Để giam chân các lực lượng Đức trên tất cả các mặt trận nhằm ngăn cản sự chuyển quân tiếp viện lớn cho các khu vực bị uy hiếp, đồng thời củng cố thế trận của họ tại những nơi hình thái mặt trận có lợi cho việc triển khai các chiến dịch trong mùa đông tiếp theo; Người Nga tiếp tục nối lại các cuộc tấn công của họ trên hướng trung tâm sau nhiều tháng chiến đấu. Những nỗ lực chính của họ tập trung vào Rzhev và Velikye Luky. Ba sư đoàn xe tăng và mấy sư đoàn bộ binh được sửa soạn để tung xuống phía Nam đã bị giữ lại. Ban đầu là để thu hẹp những lỗ thủng trên mặt trận, tiếp dó là để phản công chiếm lại những vùng đất bị mất. Chỉ bằng cách đó, quân đội của chúng tôi mới ngăn chặn được đối phương chọc thủng phòng tuyến. | ” |
| — Kurt von Tippelskirch. | |   |

Ở đây, cần phải nói rằng có rất nhiều ý kiến khác nhau về vai trò của chiến dịch Sao Hỏa, tựu trung xoay quanh yếu tố: đây là chiến dịch tấn công chính hay là chiến dịch có mục tiêu găm giữ Tập đoàn quân số 9 và chia lửa với Trận Stalingrad. Nhóm ý kiến thứ nhất vin vào lý do là binh lực tập trung cho Chiến dịch Sao Hỏa lớn hơn rất nhiều so với Chiến dịch Sao Thiên Vương. Học giả David M. Glantz đã mô tả chiến dịch Sao Hỏa là "thất bại lớn nhất của Nguyên soái Zhukov" và không tin rằng đây chỉ là hoạt động "chia lửa" đối với mặt trận Stalingrad. Theo Glantz, mục tiêu chính của Chiến dịch Sao Hỏa là đột phá vào khu vực hậu phương của Cụm Tập đoàn quân Trung tâm, còn thông tin "chia lửa" chỉ là kết quả của việc tuyên truyền nhằm thanh minh và làm giảm nhẹ thất bại tại đây. Ông lập luận:
| “                 | Trong trường hợp khó xảy ra đó là Zhukov đã đúng và Sao Hỏa chỉ là một đòn tấn công nghi binh, thì chưa bao giờ một đòn tấn công nghi binh lại được tổ chức một cách tham vọng, với quy mô lớn, được tổ chức quá vụng về, hay thương vong quá lớn như vậy. | ” |
| — David M. Glantz | |   |

Tuy nhiên, bằng việc cung cấp chi tiết về các mệnh lệnh của Bộ Tổng tư lệnh tối cao quân đội Liên Xô, đặc biệt là việc "làm giả" thông tin về chuẩn bị tấn công tại khu vực Rzhev để phân tán sự chú ý của đối phương vào hướng tấn công chính; M. A. Gareyev đã phản bác lại ý kiến của David Glantz và một số nhà sử học phương Tây. Ông cho rằng: "Các chiến dịch "Sao Hỏa" và "Sao Thiên Vương" đều nằm trong một tầm nhìn chiến lược và mục tiêu chiến lược cốt lõi của Chiến dịch "Sao Hỏa" là nhằm chuyển hướng binh lực tăng viện của quân Đức ra khỏi hướng Stalingrad cũng như giam chân các lực lượng cơ bản của quân Đức tại phía Tây Moskva, không cho quân Đức điều động lực lượng bổ sung cho mặt trận Stalingrad nhằm đảm bảo chắc chắn cho sự thành công của cuộc phản công của quân đội Liên Xô tại Stalingrad. Do đó, "không có lý do thuyết phục cho để đánh giá Chiến dịch "Sao Hỏa" thất bại hay là "thất bại lớn nhất của Nguyên soái Zhukov" như David Glantz và một số nhà sử gia phương Tây mô tả".
Theo một số tài liệu, kế hoạch tấn công của Chiến dịch Sao Hỏa bị tình báo Liên Xô cố tình để lộ cho quân Đức biết được trong một kế hoạch gián điệp thông qua sóng vô tuyến mang tên "Tu viện" (Монастырь), với mục đích để cho quân Đức tập trung vào hướng Trung tâm mà không chú ý tới kế hoạch tấn công bao vây Tập đoàn quân 6 của tướng Friedrich Paulus tại Stalingrad do ba phương diện quân Liên Xô tiến hành:
| “                 | Thông tin sai lạc thường có tầm quan trọng chiến lược. Ngày 4 tháng 11 năm 1942, "Heine" và "Max" cho người Đức biết rằng Hồng quân thực hiện các cuộc tấn công vào ngày 19 tháng 11 không phải là ở Stalingrad và Bắc Kavkaz mà là một cú đánh vào Rzhev. Vì vậy, người Đức đang chờ đợi các hoạt động lớn của Hồng quân tại Rzhev và đẩy lùi cuộc tấn công. Tuy nhiên, khi cụm quân của tướng Paulus bị bao vây tại Stalingrad thì người Đức hoàn toàn bị bất ngờ. Không biết gì về "trò chơi điện đài" này, G. K. Zhukov đã phải trả một giá rất đắt trong cuộc tấn công tại Rzhev với hàng vạn binh sĩ thiệt mạng. Trong hồi ký của mình, ông (G. K. Zhukov) thừa nhận rằng kết quả của cuộc tấn công này là không đạt yêu cầu. Tuy nhiên, ông không bao giờ biết rằng người Đức đã được cảnh báo về cuộc tấn công của chúng ta chống lại họ trên hướng Rzhev, do đó mà ông đã ném vào đấy rất nhiều binh lực. | ” |
| — P.A. Sudoplatov | |   |

Theo Pavel Sudoplatov, hai năm sau vụ Savinkov, tháng 6 năm 1927, lần đầu tiên NKVD phát hiện ra cặp điệp viên của Pháp mang bí danh "Heine" (tên thật là Aleksandr Demyanov) và "Max" (tức Tachiana Berezantsova, vợ của Aleksandr Demyanov) đang hoạt động tại vùng Tây Bắc Nga dưới vỏ bọc là con cái một gia đình quý tộc Nga cũ tại vùng Novo Devichevo. Trong khi OGPU (cơ quan tình báo Bộ Quốc phòng Liên Xô) đề nghị bắt giữ hai điệp viên này thì NKVD lại không đồng ý. Họ muốn sử dụng một cách hữu hiệu các điệp viên này vào các chiến dịch "phản đòn" đối với các cơ quan đặc biệt của đối phương. Năm 1929, vợ chồng Demyanov nhận làm việc cho NKVD và được bố trí vào làm nhân viên kỹ thuật của hãng Mosfilm. Từ năm 1935, Demyanov bắt liên lạc với nhiều điệp viên Đức được "đánh" vào Liên Xô. Đến năm 1940, Demyanov đã "rơi vào tầm ngắm" của Abwehr (cơ quan tình báo quân sự Đức) Tháng 7 năm 1941, Sudoplatov và Gorlinsky, người đứng đầu cơ quan bảo vệ nội bộ của NKVD yêu cầu L. P. Berya cho phép sử dụng "Heine" vào "Chiến dịch Tu viện" và được ông này đồng ý. Tháng 8 năm 1941, các nhà phản gián NKVD đã bố trí một cuộc đào tẩu "như thật" của Demyanov sang phía quân Đức ở Smolensk. Sau hơn một tháng thẩm vấn, không phát hiện thấy điều gì nghi ngại. Abwehr quyết định "đánh" Demyanov ngược trở lại phía Liên Xô. Và từ đó bắt đầu "Chiến dịch Tu viện", Demyanov đã tuồn nhiều tin tức kiểu 7 giả 3 thật cho cơ quan Abwehr.
Trong tác phẩm "Những nhiệm vụ đặc biệt" (Спецоперации), Sudoplatov khẳng định rằng quân Đức đã được báo động đặc biệt về cuộc tấn công vào Rzhev thông qua "trò chơi" vô tuyến "Tu viện" và đã chuẩn bị binh lực đón sẵn, trong khi đó hướng Stalingrad bị bỏ lỏng và vì vậy Tập đoàn quân 6 (Đức) hoàn toàn bị bất ngờ trong Chiến dịch Sao Thiên Vương. Về phía Liên Xô, Zhukov cũng hoàn toàn không biết gì về "trò chơi" này và vì vậy ông phải trả giá đắt. Trong hồi ký của mình, ông thừa nhận rằng kết quả của cuộc tấn công này là không thành công. Tuy nhiên ông không hề biết rằng quân Đức đã được báo động về cuộc tấn công tại Rzhev và đã chuyển vào đây rất nhiều binh lực. Trong đó có 5 sư đoàn và 1 lữ đoàn bộ binh đưa từ Pháp sang đáng lẽ phải có mặt ở Stalingrad vào tháng 12 năm 1942.
Sử gia A. V. Isayev cũng chỉ ra rằng, cùng với những ảnh hưởng đến các khu vực khác trên Mặt trận Xô-Đức trong giai đoạn tháng 11-12 năm 1942, Chiến dịch Sao Hỏa cũng gây ra những ảnh hướng đến cả chiến cục năm 1943. Sau khi rút bỏ chỗ lồi Rzhev (xem Chiến dịch "Con trâu"), Tập đoàn quân số 9 của Model đóng ở phía Nam chỗ lồi Oryol nằm ở phía Bắc của Kursk. Theo kế hoạch trong Trận Vòng cung Kursk, Tập đoàn quân số 9 phải tấn công Kursk từ phía Bắc và hội quân với Tập đoàn quân thiết giáp số 4 của Hermann Hoth. Tuy nhiên, do những thiệt hại quá nặng nề trong Chiến dịch Sao Hỏa, Tập đoàn quân số 9 đã không thể kịp phục hồi và không hoàn thành nhiệm vụ. Đó là lý do tại sao những đợt tấn công của quân Đức tại Kursk trong tháng 7 năm 1943 đã nhanh chóng hụt hơi.
Chính David Glantz cũng đã dẫn ra trong lời nói đầu cuốn sách "Thất bại lớn nhất của Nguyên soái Zhukov" (bản tiếng Nga. Moskva. 2006) nói về chiến dịch Sao Hỏa 1942, đoạn bình luận sau đây của A. V. Isayev:
| “               | Ngoài việc gây ra các ảnh hưởng cho các sự kiện có tính cục bộ khác của các mặt trận trong các tháng 11, 12 năm 1942; Chiến dịch "Sao Hỏa" còn ảnh hưởng đến cả quá trình chiến sự năm 1943. Mùa đông 1942, tập đoàn quân 9 của tướng Walther Model đã bị găm chặt vào "chỗ lồi" Rzhev. Đến mùa hè năm 1943, nó đã kiệt quệ đến mức người ta đã không thể sử dụng nó trong Chiến dịch "Thành trì". | ” |
| — A. V. Isayev, | |   |